# Suwon
Suwon (em coreano: 수원시; 水原市; (Suwon-si) é uma cidade da Coreia do Sul, capital da província de Gyeonggi (경기도; 京畿道; Gyeonggi-do). Na anterior forma de transliteração (sistema de McCune-Reischauer): Suwŏn-shi.
A cidade tem uma área de 121,1 km² e uma população de 1 105 953 habitantes (2005). Fica 30 km a sul da capital Seul (서울특별시; Seoul Teukbyeolsi), à qual se encontra ligada por caminho-de-ferro e pelo Metro de Seul.
É conhecida tradicionalmente como "Cidade da piedade filial".

## História
Em tempos antigos, Suwon era conhecida como Mosu-guk (모수국), mas durante a época dos Três Reinos da Coreia, a área que compreende as cidades  modernas de Suwon e Hwaseong era conhecida como Maehol-gun (매홀군).
Em 757, sob o reino de Gyeongdeok da Cadeira Unificada  o nome foi alterado para Suseong-gun (수성군). Em 940, durante a Dinastia Goryeo, o nome foi mudado para Suju (수주). Em 1413, o terceiro rei da Dinastia Joseon, Taejong, alterou o nome da localidade para Suwon.
Em 1592, durante a invasão japonesa da Coreia, o Comandante Yi Gwang (이광) tentou provar o progresso do Japão com o lançamento do seu exército para a capital, Seul (nesse momento chamada Hanseong). Porém, após a noticia de que a cidade já tinha sido saqueada, o ataque foi suspenso. À medida que o exército crescia até 50000 homens com a acumulação de várias forças voluntárias, Yi Gwang e os comandantes irregulares reconsideraram o seu objetivo de recuperar a capital, e levaram as forças para norte de Suwon.

## Economia
A principal fonte de emprego industrial em Suwon é a Samsung. De facto, a Samsung começou em Seul em 1938, mas no início da Guerra da Coreia os inventários foram danificados, pelo que o fundador, Lee Byeongcheol (이병철) se viu obrigado a reiniciar atividade em 1951. A "Samsung Electronics" foi fundada em Suwon em 1969, e hoje tem sede aí, num grande complexo industrial no centro de Suwon.

## Cidades-irmãs
- Asahikawa, Japão (1989)
- Jinan, China (1993)
- Townsville, Austrália (1997)
- Bandung, Indonésia (1997)
- Jeju, Coreia do Sul (1997)
- Cluj-Napoca, Roménia (1999)
- Toluca, México (1999)
- Yalova, Turquia (1999)
- Fez, Marrocos (2003)
- Hai Duong, Vietname (2004)
- Siem Reap, Camboja (2004)
- Hyderabad, Índia (2005)
- Níjni Novgorod, Rússia (2005)
- Zhuhai, República Popular da China (2005)
- Curitiba, Brasil (2006)
- Pohang, Coreia do Sul (2009)